# Kanonen auf Spatzen
Kanonen auf Spatzen je první live album německé punk rockové kapely Beatsteaks, které vyšlo v roce 2008. Deska vyšla jako dvoualbum společně s DVD, které zachycuje největší odehraný koncert berlínské kapely ve Wuhlheide, který navštívilo přes 17 000 lidí.

## Informace o albu
Konečný tracklist alba vybírala kapela ze 759 písní, které zaznamenala a finální podoba obsahuje písně, které kapela odehrála na různých místech, včetně proslulých festivalů Rock am Ring a Highfield.
Desku produkoval Moses Schneider, který s kapelou spolupracoval i na deskách Smack Smash a Limbo Messiah a Tom Körbler, zvukař kapely

## Seznam písní

### CD 1
1. As I Please (Wuhlheide/Berlín)
2. Monster (Wuhlheide/Berlín)
3. Atomic Love (Deutschlandhalle/Berlín)
4. Big Attack (rychlá verze) (Rock im Park/Norimberk)
5. Cut Off the Top (Das Fest/Karlsruhe)
6. Hail to the Freaks (Das Fest/Karlsruhe) videoklip
7. I Don't Care as Long as You Sing (Das Fest/Karlsruhe)
8. Jane Became Insane (Rock im Park/Norimberk)
9. E-G-O (Das Fest/Karlsruhe)
10. Loyal to None (Deutschlandhalle/Berlín)
11. Hey Du (OpenAir St. Gallen/St. Gallen) videoklip
12. Frieda & Die Bomben (Das Fest/Karlsruhe)
13. Summer (Rock am Ring/Nürburgring)
14. Let Me In (OpenAir St. Gallen/St. Gallen)

### CD 2
1. Panic (Lido/Berlín)
2. Not Ready to Rock (Zelle/Reutlingen)
3. Demons Galore (Festival de l'Oxygene/Ax-les-Thermes)
4. Sharp, Cool & Collected (Factory/Magdeburg)
5. Meantime (Doornoosje/Nijmegen)
6. Hello There (Kulturbolaget/Malmö)
7. To Be Strong (Doornoosje/Nijmegen)
8. What's Coming Over You (Palladium/Kolín nad Rýnem)
9. Hello Joe (Soundpark Ost/Würzburg)
10. Shiny Shoes (Capitol/Hannover)
11. Soljanka (Das Fest/Karlsruhe)
12. Soothe Me (Wuhlheide/Berlín)
13. Big Attack (pomalá verze) (MUK/Lübeck)
14. Hand in Hand (Rock im Park/Norimberk)

- Hidden track (Schlecht)

### DVD
1. Intro
2. As I Please
3. Demons Galore
4. Monster
5. What's Coming Over You
6. Ain't Complaining
7. To Be Strong
8. Loyal to None
9. I Don't Care as Long as You Sing
10. Hail to the Freaks
11. Jane Became Insane
12. Summer
13. Panic
14. Big Attack
15. Hello Joe
16. Atomic Love
17. Hey Du
18. Frieda & Die Bomben
19. Hand in Hand
20. Soothe Me
21. Cut Off the Top
22. Let Me In
23. Outro
24. Abspann

Záznam pořízen 7. července 2007 v Berlíně, Wuhlheide

## Singly
Jako první singl vyšla 25. dubna píseň Hail to the Freaks, kterou jako klip doprovázely sestříhané záběry právě z koncertu Wuhlheide. Jako druhý live singl byla zvolena německy zpívaná píseň kytaristou Peterem Baumannem, která se jmenuje Hey Du.

## Umístění
| Hitparáda | Umístění |
| --------- | -------- |
| Německo   | 5        |
| Rakousko  | 11       |
| Švýcarsko | 66       |